# Journée mondiale de la santé
La Journée mondiale de la santé est une journée internationale consacrée à la promotion de la santé.
Elle est célébrée chaque année le 7 avril pour marquer l’anniversaire de la création de l’Organisation mondiale de la santé (OMS), et offre une occasion de mobiliser l’action autour d’un thème de santé publique qui concerne le monde entier. 

## Thèmes annuels
- 2025 : Une bonne santé à la naissance pour un avenir plein d'espoir ;
- 2024 : Ma santé, mon droit ;
- 2023 : La santé pour tous ;
- 2022 : Notre planète, notre santé ;
- 2021 : Établissons le mode plus juste et plus sain ;
- 2020 : Soutenez les sages-femmes et les personnels infirmiers ;
- 2019 : Engagez-vous pour la couverture santé universelle ;
- 2018 : Engagez-vous pour la couverture santé universelle ;
- 2017 : Dépression: parlons-en ;
- 2016 : Soyez plus fort que le diabète ;
- 2015 : La sécurité sanitaire des aliments ;
- 2014 : Les maladies à transmission vectorielle ;
- 2013 : Surveillez votre tension artérielle ;
- 2012 : Vieillissement et santé.

## Campagnes similaires
Elle fait partie des dix campagnes officielles de l'Organisation mondiale de la santé (OMS) en faveur de la santé publique mondiale :
- Journée mondiale de lutte contre la tuberculose (le 24 mars) :
- Journée mondiale de la santé (le 7 avril) ;
- Journée mondiale du paludisme (le 25 avril) ;
- Semaine mondiale de la vaccination (la dernière semaine d'avril) ;
- Journée mondiale sans tabac (le 31 mai) ;
- Journée mondiale du donneur de sang (le 14 juin) ;
- Journée mondiale contre l'hépatite (le 28 juillet) ;
- Journée mondiale de la sécurité des patients (le 17 septembre) ;
- Semaine mondiale pour un bon usage des antibiotiques (en novembre) ;
- Journée mondiale du sida (le 1er décembre).